# Areh Jān
Areh Jān (persiska: اره جان, Āreh Jān) är en ort i Iran.   Den ligger i provinsen Östazarbaijan, i den nordvästra delen av landet, 500 km nordväst om huvudstaden Teheran. Areh Jān ligger 1 731 meter över havet och antalet invånare är 449.
Terrängen runt Areh Jān är kuperad västerut, men österut är den platt. Runt Areh Jān är det ganska glesbefolkat, med 27 invånare per kvadratkilometer. Närmaste större samhälle är Mehtarlū, 14,2 km öster om Areh Jān. Trakten runt Areh Jān består i huvudsak av gräsmarker.